# Direktes Produkt
In der Mathematik ist ein direktes Produkt eine mathematische Struktur, die mit Hilfe des kartesischen Produkts aus vorhandenen mathematischen Strukturen gebildet wird. Wichtige Beispiele sind das direkte Produkt von Gruppen, Ringen und anderen algebraischen Strukturen, sowie direkte Produkte von nichtalgebraischen Strukturen wie topologischen Räumen.
Allen direkten Produkten algebraischer Strukturen {\displaystyle X_{i}} ist gemeinsam, dass sie aus einem kartesischen Produkt der {\displaystyle X_{i}} bestehen und die Verknüpfungen komponentenweise definiert sind.

## Direktes Produkt von Gruppen
Im Prinzip gilt das Folgende für beliebige Gruppen. Wird die Verknüpfung aber als Addition bezeichnet, was bei vielen kommutativen Gruppen üblich ist, so heißt das hier besprochene Konstrukt meist direkte Summe.

### Äußeres und inneres direktes Produkt
Man unterscheidet das sogenannte äußere direkte Produkt von Gruppen einerseits und das innere direkte Produkt von Untergruppen einer gegebenen Gruppe andererseits. Die folgenden Ausführungen beschreiben das äußere direkte Produkt. Dabei wird aus zwei oder mehr Gruppen eine neue Gruppe konstruiert, die man das direkte Produkt der gegebenen Gruppen nennt. Das innere direkte Produkt von Untergruppen wird im Artikel Normalteiler behandelt.

### Direktes Produkt von zwei Gruppen
Sind {\displaystyle (G_{1},*)} und {\displaystyle (G_{2},\star )} Gruppen, so lässt sich auf dem kartesischen Produkt {\displaystyle G_{1}\times G_{2}} eine Verknüpfung definieren:
{\displaystyle (x_{1},x_{2})\odot (y_{1},y_{2}):=(x_{1}*y_{1},x_{2}\star y_{2})}
Hier werden also jeweils die beiden ersten Komponenten und die beiden zweiten Komponenten miteinander verknüpft. Es ergibt sich wieder eine Gruppe, die man als {\displaystyle (G_{1},*)\odot (G_{2},\star )} schreibt.
BeispielSind {\displaystyle G=Z_{2}=\{0,1\}} und {\displaystyle H=Z_{3}=\{0,1,2\}} Gruppen mit der Addition als Operation, dann besteht das kartesische Produkt {\displaystyle Z_{2}\times Z_{3}=\{(x,y)\mid x\in Z_{2},y\in Z_{3}\}} aus den Elementen {\displaystyle (0,0),(0,1),(0,2),(1,0),(1,1),(1,2)}. Dies führt auf die Verknüpfungstabelle
| {\displaystyle +} | (0,0) | (0,1) | (0,2) | (1,0) | (1,1) | (1,2) |
| ----------------- | ----- | ----- | ----- | ----- | ----- | ----- |
| (0,0)             | (0,0) | (0,1) | (0,2) | (1,0) | (1,1) | (1,2) |
| (0,1)             | (0,1) | (0,2) | (0,0) | (1,1) | (1,2) | (1,0) |
| (0,2)             | (0,2) | (0,0) | (0,1) | (1,2) | (1,0) | (1,1) |
| (1,0)             | (1,0) | (1,1) | (1,2) | (0,0) | (0,1) | (0,2) |
| (1,1)             | (1,1) | (1,2) | (1,0) | (0,1) | (0,2) | (0,0) |
| (1,2)             | (1,2) | (1,0) | (1,1) | (0,2) | (0,0) | (0,1) |

Wenn wie häufig eine Gruppe {\displaystyle (G,*)} in der Bezeichnung nicht von ihrer Grundmenge {\displaystyle G} unterschieden wird, wird meist anstelle von {\displaystyle (G_{1},*)\odot (G_{2},\star )} die vereinfachte Bezeichnung {\displaystyle G_{1}\times G_{2}}
verwendet.
Bezeichnen {\displaystyle e_{1}} und {\displaystyle e_{2}} die neutralen Elemente von {\displaystyle G_{1}} und {\displaystyle G_{2}}, so sind
die Teilmengen {\displaystyle G_{1}'=G_{1}\times \{e_{2}\}} und {\displaystyle G_{2}'=\{e_{1}\}\times G_{2}} zwei zu {\displaystyle G_{1}} bzw. {\displaystyle G_{2}} isomorphe Untergruppen von {\displaystyle G_{1}\times G_{2}}. Unabhängig davon, ob die Gruppen {\displaystyle G_{1}} und {\displaystyle G_{2}} abelsch (kommutativ) sind, kommutieren die Elemente von {\displaystyle G_{1}'} und {\displaystyle G_{2}'}, also Paare der Form {\displaystyle (x_{1},e_{2})} bzw. {\displaystyle (e_{1},x_{2})} miteinander. Daraus folgt, dass sich jedes Element {\displaystyle x=(x_{1},x_{2})\in G_{1}\times G_{2}} eindeutig schreiben lässt als Produkt {\displaystyle x=g_{1}'\odot g'_{2}} mit {\displaystyle g_{1}'=(x_{1},e_{2})\in G_{1}'} und {\displaystyle g_{2}'=(e_{1},x_{2})\in G_{2}'}. Insbesondere sind {\displaystyle G_{1}'} und {\displaystyle G_{2}'} Normalteiler von {\displaystyle G_{1}\times G_{2}}.
Eine Verallgemeinerung des direkten Produktes von zwei Gruppen ist das semidirekte Produkt.

### Direktes Produkt von endlich vielen Gruppen
Für beliebige endliche Anzahl von Gruppen {\displaystyle G_{1},\ldots ,G_{n}} erfolgt die Definition ihres direkten Produkts analog: Das direkte Produkt ist die Menge {\displaystyle G_{1}\times \ldots \times G_{n}} mit der Verknüpfung
{\displaystyle (x_{1},\ldots ,x_{n})\odot (y_{1},\ldots ,y_{n}):=(x_{1}*_{1}y_{1},\ldots ,x_{n}*_{n}y_{n})}, wo {\displaystyle *_{i}} jeweils die Verknüpfung auf {\displaystyle G_{i}} bezeichnet.
Es ergibt sich auch hier wieder eine Gruppe.
Auch hier enthält das direkte Produkt zu jeder Gruppe {\displaystyle G_{i}} einen Normalteiler {\displaystyle G_{i}'}, der zu {\displaystyle G_{i}} isomorph ist. Er besteht aus den Elementen der Form
{\displaystyle (e_{1},\ldots ,e_{i-1},x_{i},e_{i+1},\ldots ,e_{n})},     {\displaystyle x_{i}\in G_{i}} .
Die Elemente verschiedener {\displaystyle G_{i}'} kommutieren und jedes Element {\displaystyle x} des direkten Produkts hat eine eindeutig bestimmte Darstellung als Produkt solcher Elemente: {\displaystyle x=\prod g_{i}'}   mit {\displaystyle g_{i}'\in G_{i}'} .

#### Beispiel
Jede endliche abelsche Gruppe ist entweder zyklisch oder isomorph zum direkten Produkt zyklischer Gruppen von Primzahlpotenzordnung. Diese sind bis auf die Reihenfolge eindeutig bestimmt (Hauptsatz über endlich erzeugte abelsche Gruppen).

### Direktes Produkt und direkte Summe von unendlich vielen Gruppen
Analog zum Fall endlich vieler Gruppen definiert man das direkte Produkt unendlich vieler Gruppen {\displaystyle \{G_{i}\mid i\in I\}} als ihr kartesisches Produkt {\displaystyle \prod _{i\in I}{G_{i}}} mit komponentenweiser Verknüpfung {\displaystyle (x_{i})_{i\in I}\odot (y_{i})_{i\in I}:=(x_{i}*_{i}y_{i})_{i\in I}}.
Die Menge der Elemente des direkten Produkts, die sich als Verknüpfung von Tupeln schreiben lassen, welche in nur endlich vielen Komponenten vom neutralen Element verschieden sind, ist im Allgemeinen eine echte Untergruppe des gesamten direkten Produkts. Diese Teilmenge nennt man die direkte Summe der Gruppen.
Gleichwertige Charakterisierungen der direkten Summe als Untergruppe des direkten Produkts:
- Sie besteht aus jenen Elementen {\displaystyle (x_{i})_{i\in I}}, für die die Indexmenge {\displaystyle J=\{i\in I\mid x_{i}\neq e_{i}\}} endlich ist. ({\displaystyle J} ist die Menge der „Positionen“  von {\displaystyle (x_{i})}, an denen nicht das neutrale Element der jeweiligen Faktorgruppe „steht“.)
- Jedes Element der direkten Summe liegt im Kern von allen bis auf endlich vielen kanonischen Projektionen {\displaystyle (\pi _{i})_{i\in I}}.

Aus diesen Charakterisierungen wird deutlich, dass bei Produkten mit endlich vielen nichttrivialen Faktoren die Summen- und die Produktgruppe identisch sind.

## Direktes Produkt von Ringen, Vektorräumen und Moduln
Analog zum direkten Produkt von Gruppen kann man auch das direkte Produkt von Ringen definieren, indem man Addition und Multiplikation komponentenweise definiert. Man erhält dabei wieder einen Ring, der aber kein Integritätsring mehr ist, da er Nullteiler enthält.
Wie bei Gruppen unterscheidet sich auch das direkte Produkt unendlich vieler Ringe von der direkten Summe der Ringe.
Das direkte Produkt von Vektorräumen über demselben Körper K (bzw. von R-Moduln über demselben kommutativen Ring R mit Eins) definiert man ebenfalls als kartesisches Produkt mit komponentenweiser Addition und Skalarmultiplikation (bzw. Multiplikation mit den Ringelementen). Der resultierende Vektorraum wird dann Produktraum genannt.
Für endlich viele Vektorräume {\displaystyle V_{1},\ldots ,V_{n}} (oder R-Moduln) stimmt das direkte Produkt
{\displaystyle \prod _{i=1}^{n}V_{i}}
mit der direkten Summe
{\displaystyle \bigoplus _{i=1}^{n}V_{i}}
überein. Für unendlich viele Vektorräume (bzw. R-Moduln) unterscheiden sie sich dadurch, dass das direkte Produkt aus dem gesamten kartesischen Produkt besteht, während die direkte Summe nur aus den Tupeln besteht, die an nur endlich vielen Stellen i vom Nullvektor in {\displaystyle V_{i}} verschieden sind.
Das direkte Produkt
{\displaystyle \prod _{i=1}^{\infty }\mathbb {Q} }
ist der Vektorraum aller rationalen Zahlenfolgen, er ist überabzählbar.
Die direkte Summe
{\displaystyle \bigoplus _{i=1}^{\infty }\mathbb {Q} }
ist der Vektorraum aller rationalen Zahlenfolgen, die nur endlich viele Nicht-Nullen enthalten, d. h. der Raum aller abbrechenden rationalen Zahlenfolgen. Er ist abzählbar.

## Direktes Produkt von topologischen Räumen
Für das direkte Produkt von topologischen Räumen {\displaystyle \{X_{i}|i\in I\}} bilden wir wieder ein kartesisches Produkt
{\displaystyle \prod _{i\in I}X_{i}},
doch die Definition der neuen Topologie ist schwieriger.
Für endlich viele Räume {\displaystyle X_{1},\ldots ,X_{n}} definiert man die Topologie des Produkts als die kleinste Topologie (d. h. die mit den wenigsten offenen Mengen), die die Menge
{\displaystyle {\mathcal {B}}=\{U_{1}\times \ldots \times U_{n}\mid U_{i}\ {\text{offen in}}\ X_{i}\}}
aller "offenen Quader" enthält. Diese Menge {\displaystyle {\mathcal {B}}} bildet damit eine Basis der Topologie des Produkts. Die so erhaltene Topologie nennt man die Produkttopologie.
Die Produkttopologie, die auf dem kartesischen Produkt {\displaystyle \mathbb {R} ^{n}} erzeugt wird, wenn man auf {\displaystyle \mathbb {R} } die gewöhnliche Topologie wählt (in der die offenen Mengen von den offenen Intervallen erzeugt werden), ist gerade die gewöhnliche Topologie des euklidischen Raumes {\displaystyle \mathbb {R} ^{n}}.
Für die Definition der Produkttopologie für unendlich viele Räume und weitere Eigenschaften siehe den Artikel Produkttopologie.